# To Be Continued
To Be Continued (hangul: 투 비 컨티뉴드) é uma série de televisão sul-coreana protagonizada por Kim Sae Ron, Cha Eun-woo, Moonbin, Jinjin, MJ, Yoon San-ha, Rocky e Yeo Reum. 
Foi transmitida simultaneamente pelo canal MBC Every 1 e também na internet pela Naver TV Cast, entre 20 de agosto e 3 de setembro de 2015, com um total de doze episódios exibidos. A série foi adaptada especialmente para promover uma nova banda de música pop coreana chamada Astro, da editora discográfica Fantagio.
As gravações iniciaram-se em 2015, quando a série inicialmente se chamava Become Our Star.

## Enredo
Astro, um famoso grupo de  k-pop, no seu auge de popularidade, misteriosamente voltam no tempo chegando um dia antes da sua estreia, onde conhecem uma jovem chamada Jung Ah Rin (Kim Sae Ron), que muda totalmente o destino do grupo.

## Elenco

### Protagonistas
- Kim Sae Ron como Jung Ah Rin
- Cha Eun Woo como Cha Eun Woo
- Moon Bin como Moon Bin
- Jin Jin como Jin Jin
- MJ como MJ
- Yoon San Ha como Yoon San Ha
- Rocky como Rocky
- Yeo Reum como Yeo Reum

### Outros
- Seo Kang Joon como Irmão mais velho de Ah Rin
- Lee So Yeon como Chefe do departamento da agência
- Kang Ha Na como Professor particular
- Im Hyun Sung como Professor de educação física
- Jung Gyu Woon como Motorista de táxi
- Kang Tae Oh como Delinquente
- Yoo Il como Delinquente
- Dave como Professor de inglês
- Hello Venus como Integrantes da equipa de Sun Hyuk